# Baltia (Studentenverbindung)

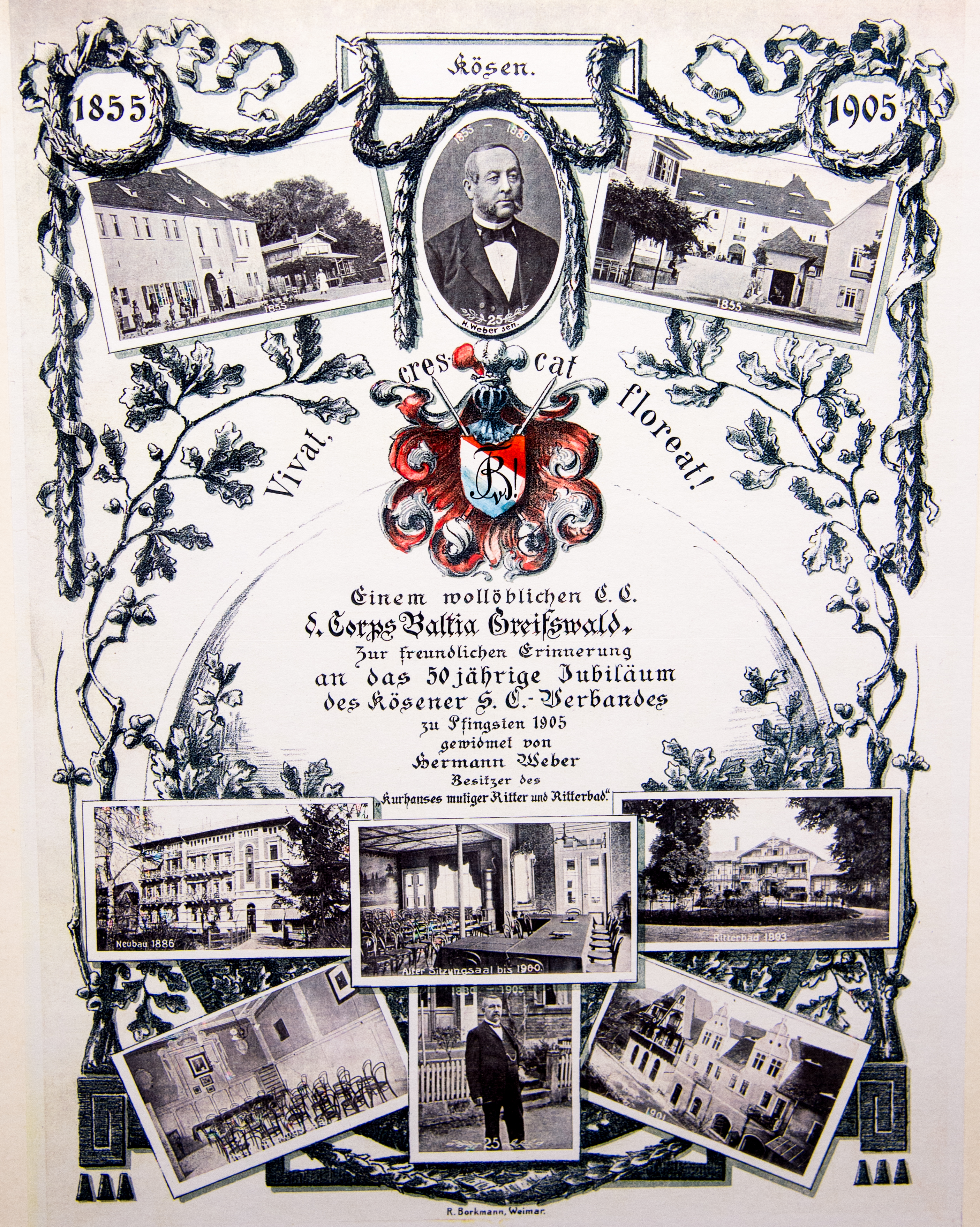
Corps Baltia Greifswald

Baltia (Studentenverbindung) (oder Baltica) ist der Name folgender Korporationen:
- Burschenschaft Baltia-Gotia Ilmenau-Köln zu Ilmenau
- Corps Baltia Köthen im Askanischen Senioren-Convent
- Corps Baltia Berlin im Rudolstädter Senioren-Convent, siehe Berlinisches Gymnasium zum Grauen Kloster#Vereinigungen mit Bezug auf das Graue Kloster
- Corps Baltia Greifswald im KSCV (1878–1889)
- Corps Baltia im Baltischen Deputierten-Convent (Riga, Wismar); siehe Liste der Studentenverbindungen in Wismar
- Corpslandsmannschaft Baltia (1834–1840), siehe Königsberger Senioren-Convent#Baltia I
- Corps Baltia Königsberg (1851–1934)
- Corps Baltica-Borussia Danzig zu Bielefeld
- Katholische Akademische Vereinigung Baltia Kiel im Kartellverband katholischer deutscher Studentenvereine
- KDStV Baltia Danzig im Cartellverband der katholischen deutschen Studentenverbindungen (CV)
- KDStV Rheno-Baltia im CV zu Köln im CV
- Landsmannschaft Baltica Zürich[1][2]
- Sängerschaft Gotia et Baltia Kiel zu Göttingen, siehe Deutsche Sängerschaft
- Akademische Landsmannschaft Baltia im Coburger Convent zu Rostock, siehe Coburger Convent, früher Turnerschaft Baltia im Vertreter-Convent